# Nordkoreanische Badmintonnationalmannschaft
Die nordkoreanische Badmintonnationalmannschaft repräsentiert Nordkorea in internationalen Badmintonwettbewerben. Als Mannschaft tritt sie dabei als reines Männerteam (z. B. im Thomas Cup), reines Frauenteam (z. B. im Uber Cup) oder gemischtes Team (z. B. im Sudirman Cup) an, internationale Auftritte sind jedoch selten. Neben lediglich vier Teilnahmen an den genannten Mannschafts-Weltmeisterschaften oder den Qualifikationen dazu traten die Badmintonspieler aus Nordkorea zum Beispiel auch bei den Asienspielen 1974, den Einzel-Weltmeisterschaften der WBF 1978 und 1979, den Einzel-Weltmeisterschaften der IBF 1991, den Asian Youth Games 2013 sowie in den ehemaligen sozialistischen Bruderländern wie zum Beispiel beim Internationalen Werner-Seelenbinder-Gedenkturnier in der DDR an.

## Teilnahme an Weltmeisterschaften
| Thomas Cup - Thomas Cup 1990 – nicht qualifiziert - Thomas Cup 1992 – nicht qualifiziert | Uber Cup - Uber Cup 1994 – nicht qualifiziert | Sudirman Cup - Sudirman Cup 1991 – 31. |